# Test MTT
Le test MTT est une méthode rapide de numération des cellules vivantes.

## Principe
Le réactif utilisé est le sel de tétrazolium MTT (bromure de 3-(4,5-dimethylthiazol-2-yl)-2,5-diphenyl tetrazolium). L’anneau de tétrazolium qu’il contient est réduit, par la succinate déshydrogénase mitochondriale des cellules vivantes actives, en formazan. Ceci forme un précipité dans la mitochondrie de couleur violette. La quantité de précipité formée est proportionnelle à la quantité de cellules vivantes (mais également à l'activité métabolique de chaque cellule). Il suffit donc après l'incubation des cellules avec du MTT pendant un certain temps à 37 °C (environ trois heures) de dissoudre les cellules, leurs mitochondries et donc les précipités de Formazan violets dans du DMSO 100 %. Un simple dosage de la densité optique à 570 nm par spectroscopie permet de connaître la quantité relative de cellules vivantes et actives métaboliquement.
Il est donc nécessaire, dans le cas où le test doit être quantitatif, de réaliser pour chaque essai une courbe d’étalonnage. La lecture est réalisée à 570 nm grâce à un spectrophotomètre.